# سيدريك سيمونز
سيدريك سيمونز (بالبلغارية: Седрик Симънс)‏ (بالإنجليزية: Cedric Simmons)‏ مواليد 3 يناير 1986 في كارولاينا الشمالية، هو لاعب كرة سلة أمريكي بلغاري بدأ مسيرته الاحترافية في سنة 2006 حيث تم اختياره من قبل فريق نيو أورلينز بيليكانز خلال الدرافت،. يبلغ طوله 6 قدم 9 بوصة (2.1 م).

## فرق لعب لها
- نيو أورلينز بيليكانز
- كليفلاند كافالييرز
- شيكاغو بولز
- سكرامنتو كينغز
- سي بي إستوديانتس

## إحصائيات المسيرة

### الموسم الاعتيادي
| السنة   | الفريق             | لعب | بدأ | دقيقة | ميداني% | ثلاثية | حرة  | ارتداد | صنع | استلاب | تصدي | نقطة |
| ------- | ------------------ | --- | --- | ----- | ------- | ------ | ---- | ------ | --- | ------ | ---- | ---- |
| 2006–07 | أوكلاهوما سيتي     | 43  | 4   | 12.4  | .417    | .000   | .485 | 2.5    | .3  | .2     | .5   | 2.9  |
| 2007–08 | كليفلاند كافالييرز | 7   | 0   | 9.7   | .333    | .000   | .000 | 2.1    | .0  | .3     | .7   | .6   |
| 2007–08 | شيكاغو بولز        | 7   | 0   | 2.7   | .250    | .000   | .000 | .4     | .0  | .0     | .0   | .6   |
| 2008–09 | شيكاغو بولز        | 11  | 0   | 5.5   | .524    | .000   | .429 | 1.1    | .2  | .1     | .4   | 2.5  |
| 2008–09 | سكرامنتو كينغز     | 7   | 0   | 3.3   | .000    | .000   | .500 | .6     | .0  | .0     | .0   | .1   |
| المسيرة |                    | 75  | 4   | 9.4   | .409    | .000   | .390 | 1.9    | .2  | .1     | .4   | 2.2  |

## روابط خارجية
- سيدريك سيمونز على موقع الاتحاد الدولي لكرة السلة (الإنجليزية)
- سيدريك سيمونز على موقع إن بي أي (الإنجليزية)
- سيدريك سيمونز على موقع دوري كرة السلة الياباني للمحترفين (اليابانية)
- سيدريك سيمونز على موقع سبورتس رفرنس (الإنجليزية)
- سيدريك سيمونز على موقع الدوري الإسباني لكرة السلة (الإسبانية)
- سيدريك سيمونز على موقع كرة السلة الأوروبية.كوم (الإنجليزية)
- سيدريك سيمونز على موقع كلية كرة السلة في سبورتس رفرنس.كوم (الإنجليزية)
- سيدريك سيمونز على موقع ريلجم (الإنجليزية)
- سيدريك سيمونز على موقع بروبوليرز (الإنجليزية)
- سيدريك سيمونز على موقع سبورتس رفرنس (الإنجليزية)